# Colle di San Zeno
Colle di San Zeno is een bergpas in de Alpen, tussen de dalen Val Camonica en Val Trompia in de provincie Brescia in Lombardije, Italië. De pas loopt net ten noordoosten van het Iseomeer in de Adamello-Presanella-Alpen. De weg loopt van Pisogne naar Pezzaze.

## Wielersport
De Colle di San Zeno is eenmaal onderdeel geweest van de Ronde van Italië: in de vijftiende etappe van 2024.
| Jaar | Etappe | Vanaf   | Eerste op de top  |
| ---- | ------ | ------- | ----------------- |
| 2024 | 15     | Pezzaze | Christian Scaroni |

Agnello · Aprica · Assietta · Baremone · Brenner · Brocon · Cadibona · Capannelle · Campolongo · Costalunga · Croce Dominii · Cuvignone · Duran · Esischie · Falzarego · Fauniera · Fedaia · Finestre · Forcola di Livigno · Foscagno · Gardena · Gavia · Giau · Giogo di Bala · Grote Sint-Bernhard · Jaufen · Joux · Kleine Sint-Bernhard · Lavaze · Leonessa · Lombarda · Maddalena · Manghen · Maniva · Mendel · Montgenèvre · Mont-Cenis · Monte Cristo · Mortirolo · Nigra · Nivolet · Penser Joch · Platigliolepas · Pfitscherjoch · Plöcken · Pordoi · Pratoriscio · Predil · Presolana · Reschen · Rolle · Sampeyre · San Carlo · San Marco · San Pellegrino · San Zeno · Scale · Sella · Sestriere · Sommeiller · Splügen · Staller Sattel · Staulanza · Stelvio · Tenda · Timmelsjoch · Tonale · Tre Croci · Tremalzo · Umbrail · Val Bighera · Valcavera · Valles · Valparola · Via del Sale · Vivione · Würz